# Kąty Goździejewskie Drugie
Kąty Goździejewskie Drugie – kolonia w Polsce położona w województwie mazowieckim, w powiecie mińskim, w gminie Dębe Wielkie.
Administracyjnie kolonia ma status solectwa.
W latach 1975–1998 miejscowość administracyjnie należała do województwa siedleckiego.
Spis powszechny w 2011 ustalił populację wsi na 171 osób. Według danych przedstawionych przez władze gminne w 2020 było ich 159.
Wierni Kościoła rzymskokatolickiego należą do parafii św. Katarzyny w Pustelniku.